# Octobre 1940 (guerre mondiale)
Chronologie de la Seconde Guerre mondiale
septembre 1940 - Octobre 1940 -  Novembre 1940
- octobre : Parution des premiers numéros des journaux de la résistance français tels Pantagruel, L'Université Libre, Notre Droit, Libre France, La Révolution française, En Captivité, L'Homme Libre, notamment.

- 2 octobre : 
  - Création du ghetto de Varsovie qui contient essentiellement des Juifs et des Tsiganes ainsi que des non-juifs.

- 3 octobre : 
  - Loi du maréchal Pétain et de Pierre Laval sur le « statut des juifs », qui les exclut de l'administration et leur interdit de nombreuses professions (voir : Lois sur le statut des Juifs).

- 4 octobre : 
  - Rencontre Hitler-Mussolini.

- 5 octobre :
  - Arrestation par la police parisienne de 300 communistes.

- 7 octobre : 
  - À la demande du maréchal Ion Antonescu devenu chef de l’État roumain après l’abdication du roi Carol II, Hitler envoie aux Roumains des unités de l’armée de terre et de l’aviation avec mission d’organiser l'armée roumaine.
  - L’évacuation des soldats polonais internés en Roumanie est arrêtée.

- 12 octobre : 
  - Toute invasion allemande du Royaume-Uni est remise à plus tard jusqu'au printemps 1941 au plus tôt.
  - Victoire navale britannique sur la marine italienne au large de Malte.

- 15 octobre
  - Naissance du futur réseau de résistance français Alliance.
  - Première du film Le Dictateur, de et avec Charlie Chaplin.

- 18 octobre : 
  - Publication au Journal Officiel français du « Statut des Juifs ».

- 22 octobre :
  - Entrevue entre Hitler et Laval.

- 23 octobre :
  - Entrevue d'Hendaye entre Hitler et Franco.

- 24 octobre : 
  - Rencontre Pétain-Hitler à Montoire.

- 27 octobre : 
  - Charles de Gaulle crée le conseil de défense de l'Empire.

- 28 octobre : 
  - L'Italie pose un ultimatum à la Grèce - Metaxas, le Premier ministre grec, répond avec le simple mot « Okhi! » (« Non ! ») ;
  - Les forces italiennes envahissent la Grèce (voir guerre italo-grecque).

- 30 octobre : 
  - Pétain annonce la collaboration de la France avec l'Allemagne : « J'entre aujourd'hui dans la voie de la collaboration ».

- 31 octobre : 
  - fin de la bataille d'Angleterre au sens des engagements aériens (les Allemands ont perdu 1 733 avions, le Royaume-Uni 915) ; le Blitz se poursuit sur les villes anglaises.